# اتهام (فیلم ۱۹۸۶)
اتهام (به هندی: इलज़ाम) یا ادعا یک فیلم درام محصول سال ۱۹۸۶ سینمای بالیوود به کارگردانی شیبو میترا با بازی گوویندا در اولین فیلم خود درکنار پریم چوپرا، شاشی کاپور، شاتورگان سینها، نیلم کوتهاری، شرادا ورما و آنیتا راج ایفای نقش می‌کنند. این فیلم یکی از پرفروش‌ترین فیلم‌های بالیوود در سال ۱۹۸۶ بود، از نظر تجاری موفق بود.

## داستان
آجی (گوویندا) یتیم و فقیر با آرتی (نیلم کوتهاری) ثروتمند ملاقات می‌کند و هر دو عاشق هم می‌شوند. زمانی که پدر آرتی، دانراج (پریم چوپرا) با ازدواج آجی و آرتی مخالفت می‌کند تا زمانی که او ثروتمند شود، امید آنها برای ازدواج به زمین‌می‌خورد. آجی از زندگی آرتی ناپدید می‌شود و آرتی دلش می‌سوزد اما آجی را از ذهنش خارج نمی‌کند. چند ماه بعد، او با مرد جوانی ملاقات می‌کند که شبیه آجی است، اما ادعا می‌کند که ویجی است و…

## آهنگ‌ها
| # | عنوان                   | خواننده (گان)              |
| - | ----------------------- | -------------------------- |
| ۱ | I Am A Street Dancer    | Amit Kumar                 |
| ۲ | Pehle Pehle Pyar Ki     | Asha Bhosle, Amit Kumar    |
| ۳ | "Yeh Tujhe Kya Hua      | Asha Bhosle, Amit Kumar    |
| ۴ | Duniya Ki Aisi Ki Taisi | Asha Bhosle, Shabbir Kumar |
| ۵ | Main Aaya Tere Liye     | Nazzia Hasan, Zoheb Hassan |
| ۶ | Da Da Dadai Dadai       | Janaki                     |